# Wladimer Zarelua
Władimir Ekwtimes dze Zarelua (gruz. ვლადიმერ ექვთიმეს ძე ზარელუა; ros. Владимир Еквтимович Зарелуа; ur. 19 sierpnia?/1 września 1903 w Poti, zm. w lipcu 1979 w Tbilisi) – funkcjonariusz radzieckich służb specjalnych, generał major.

## Życiorys
Gruzin, 1920 skończył szkołę w Poti, a 1924 technikum w Poti, od lutego do czerwca 1927 zarządzający sprawami powiatowego komitetu Komsomołu w Poti, od czerwca 1927 do czerwca 1928 sekretarz powiatowego komitetu MOPR w Poti. Od czerwca 1928 do czerwca 1929 w inspekcji pracy w Poti, od czerwca do listopada 1929 kierownik wydziału powiatowego komitetu Komunistycznej Partii (bolszewików) Gruzji, od listopada 1929 do kwietnia 1933 sekretarz, pełnomocnik i starszy pełnomocnik Miejskiego Oddziału GPU w Poti, od lutego 1930 członek WKP(b). Od kwietnia 1933 do października 1934 szef rejonowego oddziału GPU/NKWD w Mestii, od października 1934 do sierpnia 1938 szef rejonowego oddziału NKWD w Calendżisze, od 13 stycznia 1936 młodszy porucznik, a od 17 lipca 1937 porucznik bezpieczeństwa państwowego. Od sierpnia 1938 do kwietnia 1939 szef Wydziału 9 Zarządu Bezpieczeństwa Państwowego (UGB) NKWD Gruzińskiej SRR, od kwietnia 1939 do 15 marca 1941 szef Wydziału 3 Zarządu Ekonomicznego NKWD Gruzińskiej SRR, 19 lipca 1939 awansowany na starszego porucznika, a 19 czerwca 1940 kapitana bezpieczeństwa państwowego. Od 15 marca do sierpnia 1941 szef Wydziału 3 NKWD Gruzińskiej SRR, od 21 września 1941 do grudnia 1942 szef Wydziału Specjalnego NKWD 46 Armii Frontu Zakaukaskiego, 13 kwietnia 1942 mianowany majorem bezpieczeństwa państwowego, od grudnia 1942 do 10 kwietnia 1943 szef Wydziału Specjalnego NKWD Czarnomorskiej Grupy Wojsk Frontu Zakaukaskiego, 14 lutego 1943 awansowany na pułkownika bezpieczeństwa państwowego. Od 10 kwietnia 1943 do października 1944 szef Zarządu Kontrwywiadu Smiersz 18 Armii (Front Północno-Kaukaski, 1 i 4 Front Ukraiński), od października 1944 do sierpnia 1945 szef Wydziału Kontrwywiadu Smiersz 3 Armii Gwardyjskiej 1 Frontu Ukraińskiego, 2 listopada 1944 mianowany generałem majorem, od sierpnia 1945 do czerwca 1946 kierownik grupy operacyjnej do oczyszczenia terytorium Mandżurii Głównego Zarządu Kontrwywiadu Smiersz Frontu Zabajkalskiego w miastach Mukden i Changchun.
Od 27 czerwca 1946 do 19 czerwca 1947 zastępca szefa 1 Głównego Zarządu MGB ZSRR ds. wywiadu w Państwach Europy Środkowej w Berlinie, od 19 czerwca 1947 do 15 marca 1948 zastępca pełnomocnika MGB ZSRR w Niemczech, od 15 marca 1948 do 22 października 1951 szef Zarządu Kontrwywiadu MGB Zakaukaskiego Okręgu Wojskowego, od 22 października 1951 do 14 kwietnia 1953 zastępca szefa Zarządu Kontrwywiadu MGB Nadbałtyckiego Okręgu Wojskowego. Od 14 kwietnia do sierpnia 1953 minister spraw wewnętrznych Adżarskiej SRR, 20 września 1953 zwolniony ze służby, od czerwca 1954 do marca 1957 dyrektor kombinatu przemysłu górniczego w Batumi, od marca do października 1957 zastępca ministra przemysłu lokalnego w Batumi, od października 1957 do października 1928 2 zastępca ministra przemysłu lokalnego w Batumi, od października 1958 do kwietnia 1964 dyrektor fabryki w Batumi, od kwietnia 1964 do stycznia 1965 na emeryturze w Batumi, później pracował w radzie miejskiej i miejskim komitecie wykonawczym w Tbilisi, od listopada 1972 na emeryturze w Tbilisi.

## Odznaczenia
- Order Czerwonego Sztandaru (trzykrotnie - 18 listopada 1943, 6 kwietnia 1945 i 24 listopada 1950)
- Order Wojny Ojczyźnianej I klasy (dwukrotnie - 18 września 1943 i 8 października 1943)
- Order Czerwonej Gwiazdy (dwukrotnie - 13 grudnia 1942 i 3 listopada 1944)
- Odznaka "Honorowy Funkcjonariusz Czeki/GPU (XV)" (9 maja 1938)
- Odznaka "Zasłużony Funkcjonariusz NKWD" (2 lutego 1942)

Oraz order chiński i 16 medali ZSRR.